# Oxyopes striagatus
Oxyopes striagatus är en spindelart som beskrevs av Song 1991. Oxyopes striagatus ingår i släktet Oxyopes och familjen lospindlar. Inga underarter finns listade i Catalogue of Life.